# Ханна (певица, Испания)
А́на Исабе́ль Игле́сиас Ферре́р (исп. Ana Isabel Iglesias Ferrer), более известная как Ханна Пура (исп. Hanna Pura) — испанская певица
 и композитор. Популярность приобрела в 2007 году благодаря альбому «Como la vida».

## Биография
Родилась 18 октября 1985 года в районе Сьюдад-Пегасо на окраине Мадрида. Стала популярной благодаря силе своего таланта. Её дебют состоялся после выхода альбома «Pura Hanna», состоящего из двенадцати песен.
Основой своего музыкального стиля Анна считает уличный стиль. По её словам, она поет, «смешивая рэп, фламенко и реггетон», что придает её песням особенную звучность и выразительность. Особую популярность Ханна Пура приобрела после исполнения саундтрека «Como en un mar eterno» к фильму известного испанского режиссёра Бигаса Луны «Yo soy la Juani».
Кроме того, Анна является исполнительницей официального гимна «Como la vida» велопробега Испании Vuelta Ciclista a España.
В 2011 году Анна Пура выпустила золотой диск, связанный с фильмом Бигаса Луны «Меня зовут Хуани» (исп. Yo soy La Juani). Её первый сингл «La Filarmónica», представляет собой попурри из танго и национальных ритмов.
В данный момент Анна работает с композитором Пако Ортегой.

## Дискография

### Саундтреки
- 2006: La Bicicleta
- 2006: Yo soy la Juani

### Простые
- 2007: Como la vida
- 2007: Por ti daría
- 2008: Como un mar eterno
- 2008: Revolución
- 2011: La filarmónica

### Сотрудничество
- 2005: STA.K.SANCHEZ Honor Feat Kiva & Hanna
- 2008: Yo quiero a Mai junto a Los Chichos
- 2009: Se acabaron las lágrimas junto a Huecco
- 2009: Salta y vuela  junto a Rash
- 2011: Recordando a bob junto a Javi Cantero
- 2012: El golpe junto a Viezma